# کامران شیردل
کامران شیردل (زاده ۱۳۱۸ در تهران)، مترجم، کارگردان و مستندساز ایرانی است. او از افراد تأثیرگذار بر موج نوی سینمای ایران است.

## تحصیل در ایتالیا
وی هنگامی که ۱۸ سال داشت برای ادامه تحصیل به ایتالیا رفت و در رشته معماری و شهرسازی در دانشگاه رم مشغول به تحصیل شد. به خاطر علاقه به سینما در سال چهارم تحصیل، در کنکور مرکز تحقیقات سینمایی رم شرکت کرد و به عنوان نخستین ایرانی پذیرفته شد. وی در مدت چهار سال و زیر نظر اساتیدی مانند نانی لوی (کارگردانی)، ماریا رزادا (تدوین)، جولیو چزاره کاستلو (تحلیل فیلم) و مونته سانتی (تاریخ سینما) سینما را آموخت. در این مؤسسه جلسات بحث و گفتگو میان دانشجویان و کارگردانان معتبری چون پیر پائولو پازولینی، میکل‌آنجلو آنتونیونی، فدریکو فلینی، روبرتو روسلینی، روبر برسون، اورسن ولز، رنه کلر و… برگزار می‌شد. شیردل در سال ۱۳۴۳ و با ساختن فیلم آئینه‌ها به عنوان پایان‌نامه تحصیلی خود، از مرکز تحقیقات سینمایی رم فارغ‌التحصیل شد. وی به عنوان دستیار کارگردان در فیلم «کتاب آفرینش» محصول استودیوهای چینه چیتا رم با جان هیوستون همکاری کرد.

## فیلم‌سازی در ایران

### مستندهای نخست
او در سال ۱۳۴۴ برای دیدار با خانواده‌اش به ایران برگشت و وقتی با روند رو به رشد وضعیت اقتصاد و آبادانی ایران مواجه شد در کشورش ماند. او نخستین مستند خود در ایران با نام بوم سیمین (دربارهٔ نقره‌کاری) و نیز ندامتگاه (به سفارش وزارت فرهنگ و هنر) را کارگردانی کرد. وی یک سال بعد تهران پایتخت ایران است و قلعه (دربارهٔ منطقه شهر نو) را ساخت که وزارت فرهنگ و هنر آن‌ها را توقیف کرد. در سال ۱۳۵۹ نگاتیوهای این فیلم پیدا و با عکس‌های کاوه گلستان تکمیل شد. وی دو فیلم ناتمام نوروز و آخرین گل را در سال ۱۳۴۶ ساخت و در سال ۱۳۴۷ «حماسه روستازاده گرگانی» یا اون شب که بارون اومد را کارگردانی کرد. این فیلم که تا ۱۳۵۳ در توقیف بود، در سومین جشنواره فیلم تهران به نمایش درآمد و پس از به دست آوردن جایزه بهترین فیلم دوباره توقیف شد.

### فیلم‌های سینمایی
شیردل در سال ۱۳۵۱ نخستین فیلم سینمایی خود را با نام صبح روز چهارم با برداشتی آزاد از فیلم ازنفس‌افتاده ژان-لوک گدار آماده نمایش کرد که در جشنواره سپاس همان سال شش جایزه به خود اختصاص داد. دومین تجربه سینمایی او با نام دوربین که برداشتی آزاد از نمایشنامه بازرس کل نیکلای گوگول بود، پس از فیلمبرداری ۲۵ دقیقه از فیلم، از سوی تهیه‌کننده (کانون پرورش فکری کودکان و نوجوانان) توقیف شد. محمدرضا اصلانی فیلم را با اسم چنین کنند حکایت در سال ۱۳۵۶ تکمیل کرد که نام شیردل در تیتراژ آن به عنوان فیلمنامه‌نویس آمده‌است. او در سال ۱۳۵۴ سه مستند دربارهٔ سه کشور عربی ساخت که دوتای آن‌ها نیمه تمام ماند.

### پس از ۱۳۵۷
شیردل پس از انقلاب ۱۳۵۷ ایران ساخت مستندهای اجتماعی را، به خاطرِ دلسردی پس از توقیف و سانسورهای بسیار، ادامه نداد. او بیش از ۱۰۰ مستند کوتاه و بلند صنعتی و تبلیغاتی ساخته‌است. وی در سال ۱۳۷۸ جشنواره سینمای مستند کیش را تأسیس نمود. دو فیلم آخر او مستندهایی دربارهٔ جزیره کیش هستند. از جشنواره‌ها و مراکز فرهنگی که فیلم‌های او را به نمایش گذاشته و از او تقدیر به عمل آورده‌اند می‌توان به جشنواره سینمادورئل، جشنواره سینمای مستند لایپزیک، بنیاد فیلم بریتانیا، دانشگاه کالیفرنیا، لس‌آنجلس، برنامه «سیمای شهر تهران» در پاریس، جشنواره سینمای مستند بیروت و جشنواره فیلم لوکارنو که در آخرین دوره خود در بخشی با عنوان Front News چهار مستند او را در میان ۸۷ فیلم برگزیده ۱۰۵ سال تاریخ سینمای جهان به نمایش گذاشت، نام برد.

## افتخارات
شیردل نخستین فیلمساز ایرانی است که نشان شایستگی از جمهوری ایتالیا را برای کارگردانی فیلم‌هایی چون «اونشب که بارون اومد» از سفارت این کشور در تهران، در اردیبهشت ماه ۱۳۸۹ دریافت کرد.

## آثار

### فیلم‌شناسی
| عنوان                                         | سال تولید | مدت                    | فرمت        | توضیح |
| --------------------------------------------- | --------- | ---------------------- | ----------- | --- |
| تنهایی اول                                    | ۱۳۸۰−۸۱   | ۱۸ دقیقه               | بتاکم-رنگی  | برنده جایزه فیکه پرتغال |
| گهواره خورشید                                 | ۱۳۷۸−۷۹   | ۴۵ دقیقه               | بتاکم-رنگی  | - |
| حدود ۴۰ مستند صنعتی                           | ۱۳۷۰−۷۸   | کوتاه و نیمه بلند      | -           | - |
| پلی اکریل                                     | ۱۳۶۹−۷۰   | ۳۵ دقیقه               | رنگی        | - |
| فولاد مبارکه                                  | ۱۳۶۹      | دو نسخه ۱۷و۷۰ دقیقه ای | رنگی        | - |
| طرح گناوه                                     | ۱۳۸۰−۸۱   | ۴۵ دقیقه               | رنگی        | برنده جایزه اولین جشنواره فیلم‌های کوتاه و جشنواره رشد                                                                        |
| گاز، آتش، باد                                 | ۱۳۶۳−۶۵   | ۴۵ دقیقه               | رنگی        | برنده جایزه بخش جغرافیا از جشنواره رشد                                                                                       |
| حدود ۷۰ مستند صنعتی و تبلیغاتی                | ۱۳۵۵−۶۳   | -                      | -           | - |
| دوربین                                        | ۱۳۵۴−۵۵   | -                      | سینمایی     | ناتمام |
| شیخ‌نشین فجیره                                 | ۱۳۵۴      | -                      | -           | ناتمام |
| کویت                                          | ۱۳۵۴      | -                      | -           | ناتمام |
| دوبی                                          | ۱۳۵۴      | ۴۵ دقیقه               | رنگی        | - |
| صبح روز چهارم                                 | ۱۳۵۰−۵۱   | -                      | سینمایی     | برنده ۶ جایزه از جشنواره سپاس                                                                                                |
| پیکان                                         | ۱۳۴۸      | ۲۲ دقیقه               | رنگی        | - |
| حماسه روستازاده گرگانی (اون شب که بارون اومد) | ۱۳۴۷      | ۳۵ دقیقه               | سیاه و سفید | برنده جایزه بزرگ سومین جشنواره بین‌المللی فیلم تهران به عنوان بهترین فیلم کوتاه به مفهوم مطلق                                 |
| نوروز                                         | ۱۳۴۶      | -                      | -           | ناتمام |
| آخرین گل                                      | ۱۳۴۶      | -                      | -           | ناتمام |
| قلعه                                          | ۱۳۴۴−۵۹   | ۱۸ دقیقه               | سیاه و سفید | برنده جایزه فیپرشی از جشنواره کراکو لهستان(۱۹۸۱)، فیلم برگزیده جشنواره میلاد                                                 |
| تهران پایتخت ایران است                        | ۱۳۴۴−۵۹   | ۱۸ دقیقه               | سیاه و سفید | به نمایش درآمده در جشنواره‌های میلاد (اولین جشنواره سینمایی جمهوری اسلامی ایران، ۱۳۵۹)، کراکو، مسکو، لایپزیک، فلورانس و کلکته |
| ندامتگاه (زندان زنان)                         | ۱۳۴۴      | ۱۱ دقیقه               | سیاه و سفید | - |
| بوم سیمین                                     | ۱۳۴۴      | ۱۸ دقیقه               | سیاه و سفید | - |
| آئینه‌ها                                       | ۱۳۴۳      | ۱۰ دقیقه               | سیاه و سفید | برنده دیپلم افتخار از جشنواره مدارس سینمایی جهان در توکیو(۱۹۶۵)                                                              |

### ترجمه
- گزیده داستان‌های نویسندگان معاصر ایتالیا، به همراه فیروزه مهاجر.

## نگارخانه

میکل‌آنجلو آنتونیونی و کامران شیردل در چهارمین جشنواره بین‌المللی فیلم تهران
از راست به چپ ۱- روبن مامولیان (کارگردان آمریکایی ارمنی‌الاصل) ۲- منوچهر انور (کارگردان مترجم و گوینده ایرانی) ۳- کامران شیردل (کارگردان مترجم ایرانی) ۴- جیلو پونته‌کوروو (کارگردان ایتالیایی) ۵- کابریل فی‌گه‌روا (مدیر فیلم‌برداری مکزیکی) ۶- آلن رب-گریه (نویسنده و کارگردان فرانسوی) ۷- میکلوش یانچو (کارگردان مجارستانی) در سومین جشنواره بین‌المللی فیلم تهران ۱۳۵۳ خورشیدی، (۱۹۷۴ میلادی)